# Manali (Himachal Pradesh)
Manali es una ciudad turística ubicada en las montañas del estado indio de Himachal Pradesh, cerca del extremo norte del valle de Kullu en el valle del río Beas. Se encuentra en el distrito de Kullu, a unos 270 km al norte de la capital del estado, Shimla, a 309 km al noreste de Chandigarh y a 544 km al noreste de Delhi, la capital nacional. La pequeña ciudad, con una población de 8096 habitantes, es el comienzo de una antigua ruta comercial hacia Ladakh y desde allí sobre el paso de Karakoram hasta Yarkand y Khotan en la cuenca del Tarim. Es un destino turístico popular y sirve como puerta de entrada a los distritos de Lahaul y Spiti, así como a Leh. Ofrece muchas opciones de trekking. La mayoría de las caminatas del Himalaya de Himachal Pradesh, India, comienza en Manali.

## Geografía
Se encuentra a una altitud de 2.050 m s. n. m.
- Datos: Q83443
- Multimedia: Manali / Q83443

1. ↑  Worldpostalcodes.org,código postal n.º 175131.